# 壽司由樓火災
壽司由樓火災（日语：／ Sushiyoshirō-kasai */?），是1971年發生於日本和歌山縣和歌山市的火災事故。

## 历史
1971年（昭和46年）1月2日凌晨1時3分，位於和歌山市和歌浦的旅館『壽司由樓』舊館2樓發生火災，由於旅館為木造造成火勢延燒，造成新館、舊館及兩旁土產店、食堂共2749平方米均焚毀，造成16人死亡，死者主要為舊館4樓的房客，其中一名為逃難時高處摔落致死。
災後的壽司由樓於1972年重建，至1995年結束營業。